# Skinner Park
El Skinner Park es un estadio multiusos ubicado en San Fernando, Trinidad y Tobago propiedad de St. Madeleine Sugar Factory.

## Historia
Fue inaugurado en 1926 cuando el país era colonia británica. En 1966 se realizó la primera remodelación cuando fue añadida la pista de ciclismo en pista y la iluminación artificial.
Tuvo su segunda renovación en 2019 cuando se aumentó la capacidad del estadio a 6000 espectadores, que duró dos años para reabrir el estadio en 2021.

## Eventos deportivos
Fue una de las sedes del Campeonato de Naciones de la Concacaf de 1971.